# Sagallo
Sagallo (tiếng Nga: Сагалло, tiếng Ả Rập: ساغلو, tiếng Pháp: Sagallou) là một khu định cư ngắn hạn của Nga được thành lập vào năm 1889 trên Vịnh Tadjoura ở Djibouti ngày nay. Nó nằm một số 149 km (93 dặm) về phía tây của thủ đô quốc gia, thành phố Djibouti.

## Bối cảnh
Năm 1883, Nikolay Ivanovitch Achinov (một nhà thám hiểm, và Burgess của Penza k. 1856) thăm Abyssinia (Đế quốc Ethiopia) để thiết lập mối quan hệ giáo sĩ và chính trị giữa hai nước. Sau khi trở về Nga, Achinov đã lên tiếng về kế hoạch của mình cho một chuyến thám hiểm năm 1888 tới Somaliland thuộc Pháp, đồng thời tuyên bố là một Cossack tự do.
Achinov đảm bảo với những người tham gia rằng sultan của Tadjoura, Mohammed Loitah, đã cho ông thuê đất vĩnh viễn trong khu vực.

## Bãi bỏ

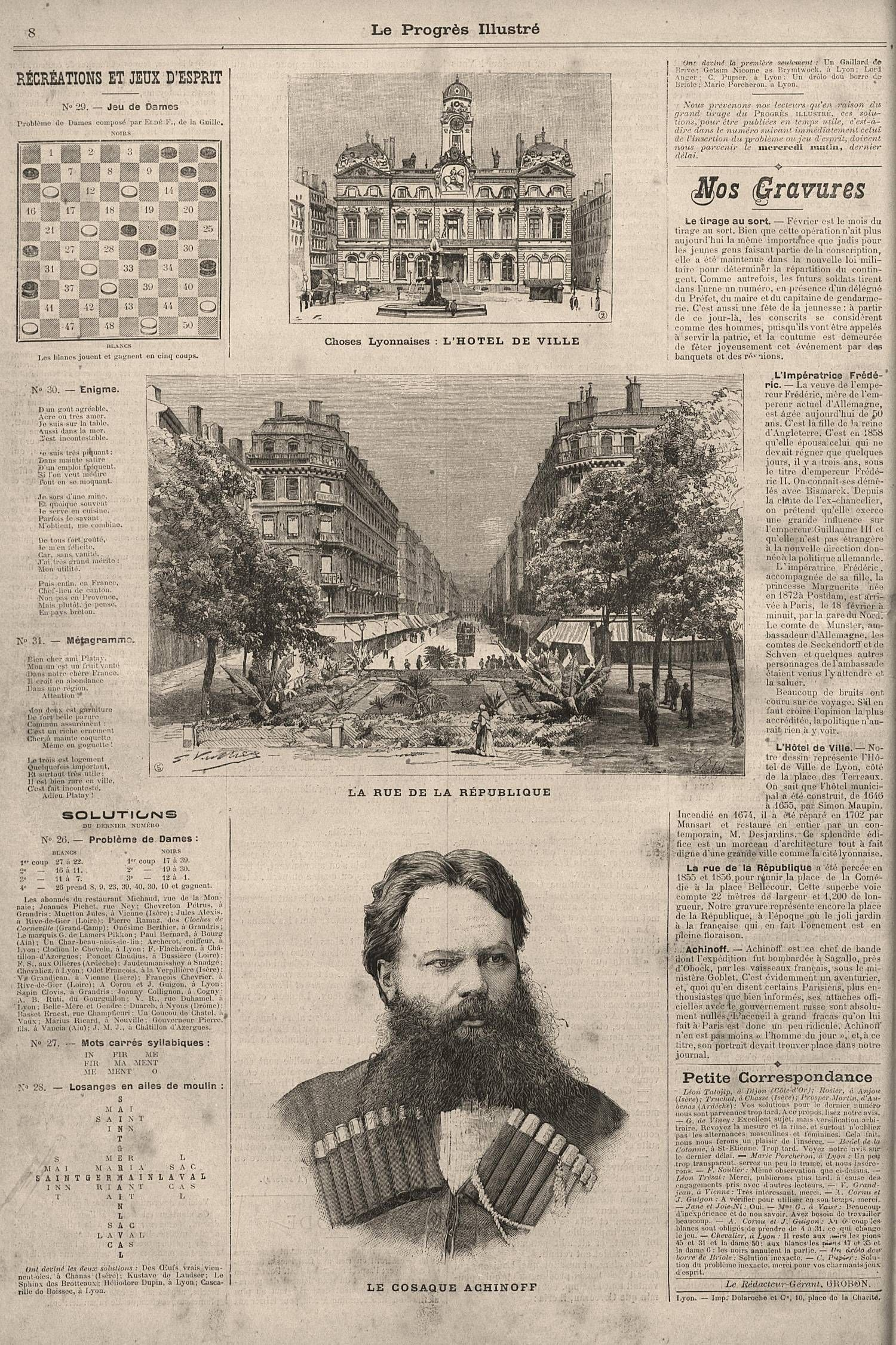
Một bài viết từ Le Progrès Illustré về chuyến thám hiểm của Achinov

Tin đồn về kích thước ghê gớm của cuộc thám hiểm nhanh chóng lan truyền qua báo chí. Sau đó, một số thực dân đã trốn thoát đến Obock, thông báo cho người Pháp về nơi ở của khu định cư. Vào ngày 5 tháng 2, người Cossack nhận thấy một tàu tuần dương và ba pháo hạm. Tối hậu thư đã được ban hành, nhưng Achinov đã hiểu lầm và không đầu hàng. Các cuộc tấn công pháo binh xảy ra sau đó là một bất ngờ hoàn toàn cho người Nga, khiến 6 thực dân thiệt mạng và 22 người bị thương. Một chiếc áo sơ mi trắng được nâng lên để thể hiện sự đầu hàng. Chính phủ Nga đã từ chối Achimov, cáo buộc ông không vâng lời Sa hoàng và các hành vi vi phạm bản quyền. Những người tham gia đã bị bắt và bị trục xuất trở về Odessa trên tàu Zabiyaka.

## Khí hậu
| Dữ liệu khí hậu của Sagallo             | Dữ liệu khí hậu của Sagallo | Dữ liệu khí hậu của Sagallo | Dữ liệu khí hậu của Sagallo | Dữ liệu khí hậu của Sagallo | Dữ liệu khí hậu của Sagallo | Dữ liệu khí hậu của Sagallo | Dữ liệu khí hậu của Sagallo | Dữ liệu khí hậu của Sagallo | Dữ liệu khí hậu của Sagallo | Dữ liệu khí hậu của Sagallo | Dữ liệu khí hậu của Sagallo | Dữ liệu khí hậu của Sagallo | Dữ liệu khí hậu của Sagallo |
| Tháng                                   | 1                           | 2                           | 3                           | 4                           | 5                           | 6                           | 7                           | 8                           | 9                           | 10                          | 11                          | 12                          | Năm                         |
| --------------------------------------- | --------------------------- | --------------------------- | --------------------------- | --------------------------- | --------------------------- | --------------------------- | --------------------------- | --------------------------- | --------------------------- | --------------------------- | --------------------------- | --------------------------- | --------------------------- |
| Trung bình ngày tối đa °C (°F)          | 29.2 (84.6)                 | 29.4 (84.9)                 | 31.4 (88.5)                 | 33.5 (92.3)                 | 36.5 (97.7)                 | 40.1 (104.2)                | 41.8 (107.2)                | 40.8 (105.4)                | 38.0 (100.4)                | 34.2 (93.6)                 | 31.5 (88.7)                 | 29.9 (85.8)                 | 34.7 (94.4)                 |
| Tối thiểu trung bình ngày °C (°F)       | 21.9 (71.4)                 | 23.2 (73.8)                 | 24.6 (76.3)                 | 26.2 (79.2)                 | 28.8 (83.8)                 | 31.7 (89.1)                 | 31.0 (87.8)                 | 30.5 (86.9)                 | 30.8 (87.4)                 | 26.5 (79.7)                 | 24.1 (75.4)                 | 22.5 (72.5)                 | 26.8 (80.3)                 |
| Lượng Giáng thủy trung bình mm (inches) | 10 (0.4)                    | 8 (0.3)                     | 12 (0.5)                    | 13 (0.5)                    | 7 (0.3)                     | 1 (0.0)                     | 6 (0.2)                     | 20 (0.8)                    | 9 (0.4)                     | 11 (0.4)                    | 22 (0.9)                    | 15 (0.6)                    | 134 (5.3)                   |
| Nguồn: Climate-Data.org                 |                             |                             |                             |                             |                             |                             |                             |                             |                             |                             |                             |                             |                             |